# Microsoft Office 97
Microsoft Office 97 (верзија 8.0) је пето велико издање за Microsoft Office-а, који је објављен 19. новембра 1996. Microsoft Office 97 постао је главна прекретница за увођење нових функција и побољшања у односу на свог претходника Microsoft Office 95. Пакет је званично компатибилан са Windows NT 3.51 SP5 па све до Windows Me. То је последња верзија која подржава Windows NT 3.51 SP5 и Windows NT 4.0 RTM–SP2. Два сервисна издања (1 и 2) су објављена.

## Карактеристике
Office 97 је представио „командне траке“, парадигму у којој су менији и траке са алаткама сличнији по могућностима и визуелном дизајну. Такође је садржао системе природног језика и софистицирану проверу граматике.
Office 97 је представио Office Assistant-а, интерактивни анимирани лик дизајниран да помогне корисницима путем садржаја помоћи. Подразумевани асистент је "Clippit", надимак "Clippy", спајалица. Office 97 је први Microsoft-ов производ који укључује активацију производа.
Две Office 97 апликације садрже ускршња јаја: скривени флипер у Word-у скривени симулатор лета у Excel-у.